# Cmentarz żydowski w Biskupcu
Cmentarz żydowski w Biskupcu – kirkut mieści się przy ul. Bolesława Chrobrego. Powstał w XVIII wieku. Nekropolia uległa dewastacji w czasie II wojny światowej. Nie zachowały się na nim żadne macewy. Miał powierzchnię 0,13 ha.